# Sjömarken
Sjömarken is een plaats in de gemeente Borås in het landschap Västergötland en de provincie Västra Götalands län in Zweden. De plaats heeft 2596 inwoners (2005) en een oppervlakte van 225 hectare. De plaats ligt aan het meer Viaredssjön en wordt grotendeels omringd door bos. De plaats Sandared ligt ten westen van de plaats en de stad Borås ten oosten en de afstand tot beiden bedraagt slechts een paar kilometer. De bebouwing in de plaats bestaat met name uit vrijstaande huizen, ook is er wat industrie te vinden.